# كريستوفر كاردوزو
كريستوفر كاردوزو (بالإنجليزية: Christopher Cardozo)‏ هو مصور أمريكي، ولد في 27 فبراير 1948.

## وصلات خارجية
- الموقع الرسمي